# Ужмасозеро
Ужмасозеро — озеро на территории Онежского района Архангельской области.

## Общие сведения
Площадь озера — 1,4 км², площадь водосборного бассейна — 37,8 км². Располагается на высоте 183,0 метров над уровнем моря.
Форма озера лопастная, продолговатая: вытянуто с севера на юг. Берега преимущественно заболоченные.
Из северной оконечности озера вытекает безымянный водоток, впадающий в Нюхчозеро, откуда берёт начало река Нюхча, впадающая в Онежскую губу Белого моря (Поморский берег).
Код объекта в государственном водном реестре — 02020001411102000009155.